# Phrynobatrachus ogoensis
Espèce
Synonymes
- Arthroleptis ogoensis Boulenger, 1906 "1905"

Statut de conservation UICN

 DD  : Données insuffisantes
Phrynobatrachus ogoensis est une espèce d'amphibiens de la famille des Phrynobatrachidae.

## Répartition
Cette espèce est endémique du Gabon.

## Taxinomie
Selon l'UICN, Phrynobatrachus brongersmai est à considérer comme synonyme de cette espèce.

## Étymologie
Son nom d'espèce, composé de ogo[we] et du suffixe latin -ensis, « qui vit dans, qui habite », lui a été donné en référence au lieu de sa découverte, les rives du fleuve Ogooué (parfois orthographié Ogowe) au Gabon.

## Publication originale
- Boulenger, 1906 "1905" : Report on the batrachians collected by the late L. Fea in West Africa. Annali del Museo Civico di Storia Naturale di Genova, sér. 3, vol. 2, no 42, p. 157-172 (texte intégral).